# 愛許蘭神學院
愛許蘭神學院（英語：Ashland Theological Seminary(ATS)）是一所位於美國俄亥俄州愛許蘭市的福音神學學院，還有俄亥俄州的克里夫蘭校區、俄亥俄州的哥倫布校區和密西根州的底特律校區。愛許蘭神學院於西元1906年由The Brethren Church所設立，為愛許蘭大學的一個研究部門。愛許蘭神學院或得美國與加拿大神學學校協會和北中央學院學校協會認可。

## 學位
- 基督徒研究學位
- 神學碩士
- 神學碩士(專攻牧師輔導服務)
- 碩士後藝術研究/藝術碩士(專攻實用神學)
- 藝術碩士(專攻牧師輔導服務)
- 藝術碩士(專攻臨床牧師輔導服務)
- 藝術碩士:

- 舊約
- 新約
- 教會神學
- 教會歷史
- 再洗禮派和敬虔運動研究

- 宗教碩士
- 神學博士

## 校友
- 蔣海瓊－作家
- 陳谷鋆-學者[1]
- 蘇信彰-牧師[2]
- 朱信恩-牧師[2]
- 劉偉倫-作家[3]
- 張雅謙-牧師[4]
- 陳正-牧師[5]

## 外部連結
- 愛許蘭神學院官方網站 （页面存档备份，存于）

## 資料來源
1. ↑  .   [2021-06-04]. （原始内容存档于2021-06-04）.
2. 1 2  .   [2021-06-02]. （原始内容存档于2021-06-03）.
3. ↑  .   [2021-06-04]. （原始内容存档于2021-06-04）.
4. ↑  .   [2024-11-23]. （原始内容存档于2025-01-19）.
5. ↑  中台神學院院長-陳正

（页面存档备份，存于）